# Fédération hellénique de football
Pour les articles homonymes, voir HFF.
La Fédération hellénique de football (Ελληνική Ποδοσφαιρική Ομοσπονδία en grec ou Hellenic Football Federation ou HFF en anglais) est une association regroupant les clubs de football de Grèce et organisant les compétitions nationales et les matchs internationaux de la sélection de Grèce.

## Histoire
La Fédération nationale de Grèce est fondée en 1926, sous l'initiative des trois principaux syndicats du pays (Athènes, Le Pirée et Thessalonique). Sa création marque le début de l'organisation du football grec dans le respect des normes internationales. Depuis, la HFF est devenue la plus grande fédération sportive en Grèce, le football étant le sport préféré des fans de sport grecs.
La Fédération hellénique de football est une entité juridique privée et un organisme sans but lucratif dont le siège social est à Athènes. Elle est le seul organisme qualifié exclusivement en Grèce pour représenter les intérêts du football grec, et interdit toute discrimination politique, religieuse ou raciale.
Elle est affiliée à la FIFA depuis 1927 et est un des premiers membres de l'UEFA en 1954. Elle s'engage alors à suivre les réglements, directives et décisions de la FIFA et de l'UEFA.
Le 11 décembre 2008, le président de la HFF, Vassilis Gagatsis, démissionne après 8 ans à la tête de la Fédération. De nouvelles élections sont organisées le 17 janvier 2009, lors desquelles Giorgos Sarris est élu. Cette élection est alors remise en question, certains[Qui ?] affirmant que le propriétaire de l'Olympiakos FC, Evangelos Marinakis, aurait utilisé ses relations pour aider Giorgos Sarris à accéder à ce poste.
En avril 2013, la HFF annonce un partenariat avec la marque Nike, qui devient le fournisseur officiel de vêtements et d'équipements pour l'équipe nationale de football grecque. Giorgos Sarris salue ce nouveau partenariat, espérant qu'il "contribuera à l'avancement global du football national".

## Crises
Le 3 juillet 2006, la FIFA déclare que la Fédération hellénique de football ne parvient pas à respecter les principes de ses statuts concernant l'indépendance politique des fédérations et décide de suspendre la HFF du football international pour une durée indéterminée. En réponse, des fonctionnaires grecs présentent une proposition de modification de la loi sur le sport, mais la FIFA juge qu'elle constitue également une ingérence du gouvernement sur des questions qui devraient être sous la juridiction de la fédération de football. Cette suspension signifie que les clubs grecs ne sont pas autorisés à participer aux compétitions internationales et que l'équipe nationale grecque n'est pas en mesure de participer aux matches internationaux. Elle entraîne également des doutes quant à l'organisation de la finale de la ligue des champions de 2007 au Stade olympique d'Athènes comme prévu. Quatre jours plus tard, le 7 juillet 2006, le gouvernement ratifie cependant une nouvelle version de sa loi sur le sport qui garantit l'indépendance de la HFF, et donc son adhésion aux statuts de la FIFA. Celle-ci annonce la levée de son interdiction le jour-même, jugeant que les modifications observées adhèrent aux statuts de la FIFA et de l'UEFA.
Le 3 juin 2011, la fédération décide en comité directeur (49 voix pour, 7 contre, une abstention) la suspension de toute activité pendant 15 jours, après le match qualificatif pour l'Euro 2012. Il s'agit de prendre le temps de réfléchir à la crise qui frappe ce sport en Grèce : violence récurrente et 41 enquêtes en cours pour corruption, entre autres pour achat de matches. La fédération internationale a salué l'initiative ; les clubs grecs protestent. Le premier incident est mis en lumière par un rapport de la FIFA qui évoque une quarantaine de matches truqués lors de la saison 2009-2010. Les autorités grecques effectuent des enregistrements téléphoniques qui leur permettent de démontrer que le président de la HFF, Giorgos Sarris, ainsi que des arbitres et des joueurs sont impliquées dans des affaires de violences et de matches truqués. 80 personnes sont visées par ces enregistrements et soupçonnées d'actes répréhensibles. En 2014, le scandale de Koriopolis est remis au centre de l'attention avec le procureur adjoint de la Cour de première instance, Aristidis Koreas, qui prend les dépositions des fonctionnaires de la HFF, des présidents de clubs et des arbitres. Certaines des personnes interrogées ont admis l'existence d'une organisation criminelle dans le football grec, « dans le but de contrôler les matches ». En septembre 2014, Olivier Kapo, un ancien joueur de Levadiokos FC, déclare à ce propos : « tout est corrompu et contrôlé par la mafia ». Le 3 octobre 2014, le procureur Aristidis Koreas est retiré de l'affaire.
En novembre 2013, la HFF est accusée de chantage et de fraude fiscale. Une équipe de procureurs perquisitionne le siège de la Fédération afin de trouver des preuves d'une activité illégale. L'enquête n'ira pas plus loin.

## Identité visuelle

Ancien logo.
Logo actuel.